# Hippuridaceae
Hippuridaceae is een botanische naam, voor een familie van tweezaadlobbige planten. Een familie onder deze naam werd vrijwel universeel erkend door systemen van plantentaxonomie.
Het gaat dan om een heel kleine familie van één geslacht (Hippuris), van planten die in het water groeien. De familie krijgt wel de Nederlandstalige naam "lidstengfamilie". In het Cronquist systeem (1981) werd de familie ingedeeld in de orde Callitrichales.
Het APG-systeem (1998) en het APG II-systeem (2003) accepteren deze familie niet. In APG worden de betreffende planten ingedeeld in de weegbreefamilie (Plantaginaceae). De familie komt dan ook niet voor in de 23e druk van de Heukels.